# Rádio Difusora (Teresina)
Rádio Difusora de Teresina AM é uma emissora de rádio brasileira com sede na cidade de Teresina, Piauí, operante na frequência AM 1370 kHz, sendo atualmente afiliada à Rádio Bandeirantes.

## História
Foi instalada no dia 13 de julho de 1946, mas só foi ao ar em 18 de julho de 1948, operando em ondas largas (ZYQ-3). Em 5 de junho de 1949, a Rádio Difusora passa a operar em ondas curtas (ZYU-8), tendo nascido a partir de uma sociedade por cotas da qual participaram Cláudio Pacheco Brasil, Sigefredo Pacheco e Alzira Torres de Sampaio Pacheco Ramos Leal (esposa de Waldemar Ramos Leal), um grupo que tinha como suporte uma determinada família com alguma densidade eleitoral em Campo Maior, cidade localizada ao norte de Teresina. A estação ZYQ-3 fez sua primeira emissão na frequência de 1410 KHz AM (212,6 metros) e na potência de 1 kW, depois mudando para os 1370 kHz com 10 kW de potência.
Aos poucos, a Difusora começou a elaborar sua programação; programas como o Grande Jornal Q-3, Clube do Papai Noel e Mariquinha e Maricota alcançaram grande popularidade frente aos ouvintes. Vêm dessa época também as primeiras experiências da Igreja Católica piauiense no rádio, com o lançamento do Programa Católico Radiofônico em 1951 apresentado por Dom Severino Vieira de Melo.
Nos primeiros anos da década de 1940, os Diários Associados estavam se transformando em uma grande rede de rádios e jornais, e a Difusora de Teresina foi adquirida pelo grupo em 1952. A emissora foi comprada por 300 mil cruzeiros divididos em vinte parcelas de 15 mil cruzeiros; após a compra, o acionista Cláudio Pacheco relatou que os Associados não pagaram o valor proposto, e que a soma acertada pela compra foi paga através dos dividendos da emissora.
A Rádio Difusora de Teresina enfrentou muitas dificuldades durante seus primeiros anos de existência, pois desbravou o mercado que não existia e abriu as portas para esta forma de comunicação, sendo considerada pela população piauiense como patrimônio da comunicação no Estado. A presente rádio marcou o pioneirismo nas transmissões de rádio teresinense, sendo inicialmente vinculada à Rede de Emissoras Associadas, de propriedade do empresário e jornalista Assis Chateaubriand e posteriormente afiliando-se à Rede Bandeirantes de Rádio.
Em meados de 1980, a Difusora é vendida para um grupo de empresários formado por Ari Magalhães e Abraão Gomes; a partir daí, ela foi repassada para outros grupos, ligados ao então governador Alberto Silva e ao empresário do ramo de ceras Antônio Machado, respectivamente. Neste período, surgem programas como o Cidade Livre, apresentado por Carlos Augusto e que anos depois ganharia uma versão televisiva na TV Pioneira.
Desde 2006, é dirigida pelo jornalista Mário Rogério, que adotou uma linha editorial independente com ampla participação popular em sua programação.

## Radionovelas piauienses
A Rádio Difusora de Teresina, seguindo o exemplo da Rádio Nacional do Rio de Janeiro, constituiu um grupo de radioatores e passou a produzir e transmitir novelas como A Vida de São Francisco, A Vida de Santa Teresinha (levada ao ar a partir das 18 horas), Maria Bonita e Lampião, entre outras.
Em 1955, a radionovela piauiense ganhou mais experiência com a chegada de Ana Maria Rego, advinda do teatro de Floriano, cidade onde nasceu e fez parte de grupos de teatro amador. Junto a nomes como Rodrigues Filho, Al Lebre e Miriam Lopes dos Santos, Ana Maria ajudou a consolidar o sucesso do gênero junto aos ouvintes piauienses.

## Transmissões esportivas
A primeira transmissão de um jogo de futebol no rádio teresinense aconteceu em 21 de março de 1950, quando Carlos Said e Areolino Costa se revezaram na cobertura de Piauí x Maranhão pelo Campeonato Brasileiro de Seleções. Antes disso, a cobertura esportiva no estado era restrita a algumas notas em jornais impressos e amplificadoras. Na segunda metade dos anos 1950, a Difusora estrutura seu departamento de esportes, chefiado por Carlos Said. Surgiam então o A Voz do Esporte e o Tardes Esportivas, primeiros programas do gênero no rádio local.
Em homenagem ao jornalista Trindade Júnior, falecido precocemente, a equipe de esportes da Rádio Difusora passou a levar seu nome. Além de Said, integravam a equipe nomes como Pedro Mendes Ribeiro, Aranha Araújo, Areolino Costa dentre outros. A convite de Dom Avelar Brandão Vilela, a equipe esportiva da Difusora se transferiu para a recém-fundada Rádio Pioneira em 1962.
Durante a década de 1970, o jornalismo esportivo da Difusora se reorganiza, passando a cobrir jogos dos times locais com a equipe capitaneada por Paulo Henrique de Araújo Lima e Fernando Mendes. Atualmente, a emissora conta com uma equipe esportiva modesta, mas que segue cobrindo o dia-a-dia das equipes piauienses em atrações como o Bola ao Centro.